# James Flavin
James William Flavin Jr. (* 14. Mai 1906 in Portland, Maine; † 23. April 1976 in Los Angeles, Kalifornien) war ein US-amerikanischer Schauspieler.

## Leben und Karriere
Flavin spielte einige Jahre Theater, unter anderem öfter in der Komödie The Front Page, ehe er 1932 in dem Filmserial The Airmail Mystery sein Filmdebüt machte. The Airmail Mystery war Flavins Filmdebüt und gleich eine Hauptrolle, allerdings sollten weitere Hauptrollen im Verlauf seiner Filmkarriere selten bleiben. Er etablierte sich stattdessen als vielbeschäftigter Nebendarsteller. Seine Filmografie ist außergewöhnlich großen Umfangs, sie umfasst über 400 Kinofilme, außerdem beginnend mit den 1950er-Jahren über 100 Fernsehproduktionen. Oftmals blieben seine kleineren Rollen in den Filmcredits ungenannt, doch Flavin konnte sich im Vergleich zu anderen Schauspielern nicht über mangelnde Arbeit beklagen:
„In all the years, with the movies, television and stage appearance, I think the longest time I have ever been out of work was a whole two weeks.“
Flavins Paraderolle war der Polizist: So trat er beispielsweise in Film noirs wie Laura (1944), Konflikt (1945), Die seltsame Liebe der Martha Ivers (1946), Schlingen der Angst (1948) oder Armored Car Robbery (1950) als Polizeibeamter in Erscheinung, ebenfalls zwei Jahrzehnte später in dem Filmklassiker Kaltblütig (1967) von Richard Brooks. In der Komödie Abbott and Costello Meet the Killer, Boris Karloff (1949) an der Seite von Horrorstar Boris Karloff und dem Komikerduo Abbott und Costello konnte Flavin auch eine komödiantische Variante seiner Polizeirolle spielen. Daneben verkörperte er ebenfalls häufiger Militärpersonen in unterschiedlichen Dienstgraden, was insofern passend war, da er vor seiner Schauspielkarriere an der United States Military Academy studiert hatte. In dem Filmklassiker King Kong und die weiße Frau verkörperte er 1933 den Zweiten Maat Briggs; in der Fortsetzung Panik um King Kong (1949) hatte er ebenfalls einen Auftritt, allerdings in einer anderen Rolle. Eine größere Fernsehrolle hatte er zwischen 1960 und 1962 als Robert Howard in der Krimiserie Es geschah in den Zwanzigern. Im fortgeschrittenen Alter konnte Flavin einigen Wohlstand genießen und wurde von Filmhistorikern aufgrund seiner langen Karriere befragt. Seine letzte Rolle übernahm er in seinem Todesjahr als US-Präsident Dwight D. Eisenhower in dem Fernsehfilm Der Fall Gary Powers.
Von 1932 bis 1976 war Flavin mit der Schauspielerin Lucile Browne verheiratet, die seine Leading Lady in seinem Debütfilm The Airmail Mystery gewesen war. Flavin starb wenige Wochen vor seinem 70. Geburtstag an einer geplatzten Aorta. Seine Frau Lucile Browne starb nur 17 Tage nach ihm, das Paar hinterließ einen Sohn.

## Filmografie (Auswahl)
- 1932: Der fliegende Tod (The Airmail Mystery)
- 1932: Back Street
- 1932: McKenna of the Mounted
- 1932: Graf Zaroff – Genie des Bösen (The Most Dangerous Game)
- 1932: Air Mail
- 1933: King Kong und die weiße Frau (King Kong)
- 1933: Walking Down Broadway (Hello, Sister!)
- 1933: Eine Frau vergisst nicht (Only Yesterday)
- 1934: Shirley’s großes Spiel (Baby, Take a Bow)
- 1934: The Affairs of Cellini
- 1934: Lachende Augen (Bright Eyes)
- 1935: Ein Arzt für alle Fälle (Society Doctor)
- 1935: Nach Büroschluss (After Office Hours)
- 1935: Der FBI-Agent (G Men)
- 1935: Public Hero No. 1
- 1935: People Will Talk
- 1935: Der elektrische Stuhl (The Murder Man)
- 1935: Der Jazzkadett (Shipmates Forever)
- 1935: Man on the Flying Trapeze
- 1935: Special Agent
- 1935: Spione küßt man nicht (Rendezvous)
- 1935: Was geschah gestern? (Remember Last Night?)
- 1935: Der kleinste Rebell (The Littlest Rebel)
- 1935: Der Polizeibericht meldet … (Woman Wanted)
- 1935: Magnificent Obsession
- 1936: Charlie Chan beim Pferderennen (Charlie Chan at the Race Track)
- 1936: Mein Mann Godfrey (My Man Godfrey)
- 1936: The Magnificent Brute (Magnificent Brute)
- 1936: Zum Tanzen geboren (Born to Dance)
- 1937: Gehetzt (You Only Live Once)
- 1937: Mitternachts-Taxe (Midnight Taxi)
- 1937: Unter vier Augen (This Is My Affair)
- 1937: Girls Can Play
- 1937: Die große Stadt (Big City)
- 1937: San Quentin (Flucht aus San Quentin)
- 1937: Charlie Chan am Broadway (Charlie Chan on Broadway)
- 1937: Mannequin
- 1938: Der Freibeuter von Louisiana (The Buccaneer)
- 1938: Der Testpilot (Test Pilot)
- 1938: Alexander’s Ragtime Band
- 1938: Engel aus zweiter Hand (The Shopworn Angel)
- 1938: Im Namen des Gesetzes (I Am the Law)
- 1938: Lebenskünstler (You Can’t Take It With You)
- 1938: Three Loves Has Nancy
- 1938: Zu heiß zum Anfassen (Too Hot to Handle)
- 1938: Blondie
- 1938: Auf verbotenen Wegen (Ride a Crooked Mile)
- 1938: Sweethearts
- 1938: Charlie Chan in Honolulu
- 1939: Jesse James, Mann ohne Gesetz (Jesse James)
- 1939: Tanz auf dem Eis (The Ice Follies of 1939)
- 1939: Sergeant Madden
- 1939: Der große Betrug (The Lady’s from Kentucky)
- 1939: Union Pacific
- 1939: Todesangst bei jeder Dämmerung (Each Dawn I Die)
- 1939: Musik fürs Leben (They Shall Have Music)
- 1939: When Tomorrow Comes
- 1939: Die wilden Zwanziger (The Roaring Twenties)
- 1940: Die unvergessliche Weihnachtsnacht (Remember the Night)
- 1940: Früchte des Zorns (The Grapes of Wrath)
- 1940: The Fighting 69th
- 1940: Broadway Melodie 1940 (Broadway Melody of 1940)
- 1940: Ein Nachtclub für Sarah Jane (It All Came True)
- 1940: Orchid, der Gangsterbruder (Brother Orchid)
- 1940: Die Perlenräuber von Pago-Pago (South of Pago Pago)
- 1940: Die Bande der Fünf (When the Daltons Rode)
- 1940: Rhythm on the River
- 1940: The Great Profile
- 1940: Knute Rockne, All American
- 1940: Der lange Weg nach Cardiff (The Long Voyage Home)
- 1940: Die scharlachroten Reiter (North West Mounted Police)
- 1940: Tin Pan Alley
- 1941: Tall, Dark and Handsome
- 1941: Entscheidung in der Sierra (High Sierra)
- 1941: Überfall der Ogalalla (Western Union)
- 1941: Mr. und Mrs. Smith (Mr. & Mrs. Smith)
- 1941: Buck Privates
- 1941: Schönste der Stadt (The Strawberry Blonde)
- 1941: Mr. X auf Abwegen (Footsteps in the Dark)
- 1941: Pot o’ Gold
- 1941: Mädchen im Rampenlicht (Ziegfeld Girl)
- 1941: Dr. Kildare: Vor Gericht (The People vs. Dr. Kildare)
- 1941: Der Herzensbrecher (Affectionately Yours)
- 1941: Sunny
- 1941: Die Braut kam per Nachnahme (The Bride Came C.O.D.)
- 1941: Herzen in Flammen (Manpower)
- 1941: Life Begins for Andy Hardy
- 1941: Die Königin der Banditen (Belle Starr)
- 1941: Das goldene Tor (Hold Back the Dawn)
- 1941: Flucht nach Texas (Texas)
- 1941: Laurel und Hardy: Schrecken der Kompanie (Great Guns)
- 1941: I Wake Up Screaming
- 1941: Eheposse (Skylark)
- 1941: Der Schatten des dünnen Mannes (Shadow of the Thin Man)
- 1941: Papa braucht eine Frau (Kathleen)
- 1941: Schrecken der zweiten Kompanie (You’re in the Army Now)
- 1942: Helden im Sattel (Ride ’Em Cowboy)
- 1942: Piraten im karibischen Meer (Reap the Wild Wind)
- 1942: To the Shores of Tripoli
- 1942: Der Gentleman-Killer (Kid Glove Killer)
- 1942: Schatten am Fenster (Fingers at the Window)
- 1942: Saboteure (Saboteur) (Sprechrolle)
- 1942: Die fröhliche Gauner GmbH (Larceny, Inc.)
- 1942: Yankee Doodle Dandy
- 1942: Jukebox-Fieber (Juke Girl)
- 1942: 10 Leutnants von West-Point (Ten Gentlemen from West Point)
- 1942: Der große Gangster (The Big Shot)
- 1942: Der freche Kavalier (Gentleman Jim)
- 1943: In die japanische Sonne (Air Force)
- 1943: Something to Shout About
- 1943: Hello, Frisco, Hello (Hello, Frisco)
- 1943: Botschafter in Moskau (Mission to Moscow)
- 1943: Einsatz im Nordatlantik (Action in the North Atlantic)
- 1943: Ein himmlischer Sünder (Heaven Can Wait)
- 1943: Mutige Frauen (So Proudly We Hail!)
- 1943: Thank Your Lucky Stars
- 1943: Korvette K 225 (Corvette K-225)
- 1943: Footlight Glamour
- 1943: Der Tolpatsch und die Schöne (I Dood It)
- 1943: Riding High
- 1944: Auf Ehrenwort (Uncertain Glory)
- 1944: Pinky und Curly (Once Upon a Time)
- 1944: Weihnachtsurlaub (Christmas Holiday)
- 1944: Laura
- 1944: Das Korsarenschiff (The Princess and the Pirate)
- 1944: Hollywood Canteen
- 1944: Here Come the Waves
- 1944: Modell wider Willen (Together Again)
- 1945: Zu klug für die Liebe (Without Love)
- 1945: Der Wundermann (Wonder Man)
- 1945: Konflikt (Conflict)
- 1945: Urlaub in Hollywood (Anchors Aweigh)
- 1945: Over 21
- 1945: Incendiary Blonde
- 1945: Solange ein Herz schlägt (Mildred Pierce)
- 1945: Duffy's Tavern
- 1945: Der Dieb und die Blonde (Hold That Blonde)
- 1945: Ein Mann der Tat (San Antonio)
- 1946: In Ketten um Kap Horn (Two Years Before the Mast)
- 1946: Die große Lüge (A Stolen Life)
- 1946: Die seltsame Liebe der Martha Ivers (The Strange Love of Martha Ivers)
- 1946: Eine Falle für die Braut (Easy to Wed)
- 1946: Lassie – Held auf vier Pfoten (Courage of Lassie)
- 1946: Im Geheimdienst (Cloak and Dagger)
- 1946: Angel on My Shoulder
- 1946: Eine Lady für den Gangster (Nobody Lives Forever)
- 1947: Nora Prentiss
- 1947: Die legendären Dorseys (The Fabulous Dorseys)
- 1947: Detektiv mit kleinen Fehlern (My Favorite Brunette)
- 1947: Ein Leben wie ein Millionär (It Happened on Fifth Avenue)
- 1947: Black Gold
- 1947: Frau ohne Moral? (Dishonored Lady)
- 1947: Desert Fury – Liebe gewinnt (Desert Fury)
- 1947: Das Lied vom dünnen Mann (Song of the Thin Man)
- 1947: Die Unbesiegten (Unconquered)
- 1947: Der Scharlatan (Nightmare Alley)
- 1948: Schlingen der Angst (Sleep, My Love)
- 1948: Strick am Hals (The Noose Hangs High)
- 1948: Rache ohne Gnade (Fury at Furnace Creek)
- 1948: Die bronzene Göttin (The Velvet Touch)
- 1948: The Babe Ruth Story
- 1948: Venus macht Seitensprünge (One Touch of Venus)
- 1948: Ein Pferd namens October (The Return of October)
- 1948: Die Plünderer von Nevada (The Plunderers)
- 1949: Unerschütterliche Liebe (Shockproof)
- 1949: Mein Traum bist Du (My Dream Is Yours)
- 1949: Die Straße der Erfolgreichen (Flamingo Road)
- 1949: Panik um King Kong (Mighty Joe Young)
- 1949: Bud Abbott Lou Costello Meet the Killer Boris Karloff
- 1949: Blondie Hits the Jackpot
- 1949: Ein Fall für Detektiv Landers (Homicide)
- 1950: Südsee-Vagabunden (South Sea Sinner)
- 1950: Ein charmanter Flegel (Key to the City)
- 1950: So ein Pechvogel (When Willie Comes Marching Home)
- 1950: Geheimagent in Wildwest (Dakota Lil)
- 1950: The Lone Ranger (Fernsehserie, Folge 1x29 Billie, die Große)
- 1950: Mississippi-Express (Rock Island Trail)
- 1950: Terror über Colorado (The Savage Horde)
- 1950: Armored Car Robbery
- 1950: Irma, das unmögliche Mädchen (My Friend Irma Goes West)
- 1951: Unternehmen Seeadler (Operation Pacific)
- 1951: Apachenschlacht am schwarzen Berge (Oh! Susanna)
- 1951: Rhubarb
- 1951: Come Fill the Cup
- 1951–1955: The George Burns and Gracie Allen Show (Fernsehserie, 9 Folgen)
- 1952: Seemann paß auf (Sailor Beware)
- 1952: Schrecken der Division (Jumping Jacks)
- 1952: Here Come the Marines
- 1952: Carrie
- 1952: Fünf Perlen (O. Henry’s Full House)
- 1952: Die goldene Nixe (Million Dollar Mermaid)
- 1952: Sky King (Fernsehserie, 3 Folgen)
- 1952–1962: Jack-Benny-Show (The Jack Benny Program, Fernsehserie, 4 Folgen)
- 1953: Sie ritten in die Nacht (Star of Texas)
- 1953: Ärger auf der ganzen Linie (Trouble Along the Way)
- 1953: Abbott and Costello Go to Mars
- 1953: The Eddie Cantor Story
- 1953–1957: Lux Video Theatre (Fernsehserie, 7 Folgen)
- 1953–1959: The Red Skelton Show (Fernsehserie, 7 Folgen)
- 1954: Ma and Pa Kettle at Home
- 1954: Kampfstaffel Feuerdrachen (Dragonfly Squadron)
- 1954: The Public Defender (Fernsehserie, 4 Folgen)
- 1954–1955: The Adventures of the Falcon (Fernsehserie, 4 Folgen)
- 1954–1956: It's a Great Life (Fernsehserie, 4 Folgen)
- 1954–1958: December Bride (Fernsehserie, 3 Folgen)
- 1955: Keine Zeit für Heldentum (Mister Roberts)
- 1955: Nackte Straßen (The Naked Street)
- 1956: Nur Du allein (Never Say Goodbye)
- 1956: I Love Lucy (Fernsehserie, Folge 6x05)
- 1956–1957: Navy Log (Fernsehserie, 3 Folgen)
- 1956/1959: State Trooper (Fernsehserie, 2 Folgen)
- 1957: Charmant und süß – aber ein Biest (Top Secret Affair)
- 1957: Dem Adler gleich (The Wings of Eagles)
- 1957: Ein Kerl wie Dynamit (The Restless Breed)
- 1957: Schöne Frauen, harte Dollars (Beau James)
- 1957: Die Uhr ist abgelaufen (Night Passage)
- 1957: Wild ist der Wind (Wild Is the Wind)
- 1957–1958: Meet McGraw (Fernsehserie, 3 Folgen)
- 1958: Mickey Spillane’s Mike Hammer (Fernsehserie, Folge 2x34)
- 1958: Richard Diamond, Private Detective (Fernsehserie, Folge 2x06)
- 1958: Das letzte Hurra (The Last Hurrah)
- 1958: Im Dschungel der Großstadt (Johnny Rocco)
- 1958–1962: Alfred Hitchcock präsentiert (Alfred Hitchcock Presents, Fernsehserie, 3 Folgen)
- 1959: Dezernat M (M Squad, Fernsehserie, Folge 2x37)
- 1959: New Orleans, Bourbon Street (Fernsehserie, Folge 1x08)
- 1959–1960: Der Mann mit der Kamera (Man with a Camera, Fernsehserie, 8 Folgen)
- 1960: Westlich von Santa Fé (The Rifleman, Fernsehserie, Folge 2x27)
- 1960: Die Unbestechlichen (The Untouchables, Fernsehserie, 2 Folgen)
- 1960–1961: Twilight Zone (The Twilight Zone, Fernsehserie, 2 Folgen)
- 1960–1962: Pete and Gladys (Fernsehserie, 3 Folgen)
- 1960–1962: Es geschah in den Zwanzigern (The Roaring 20s, Fernsehserie, 33 Folgen)
- 1960/1965: Lassie (Fernsehserie, 2 Folgen)
- 1961: The Real McCoys (Fernsehserie, Folge 4x19)
- 1961–1965: Mr. Ed (Mister Ed, Fernsehserie, 8 Folgen)
- 1962: Surfside 6 (Fernsehserie, Folge 2x25)
- 1962: Im Wilden Westen (Death Valley Days, Fernsehserie, 2 Folgen)
- 1962: The Alfred Hitchcock Hour (Fernsehserie, Folge 1x10)
- 1963: Tu das nicht, Angelika (Critic’s Choice)
- 1963: Eine total, total verrückte Welt (It’s a Mad, Mad, Mad, Mad World)
- 1963: Hoppla Lucy! (The Lucy Show, Fernsehserie, 2 Folgen)
- 1964: Cheyenne (Cheyenne Autumn)
- 1965: The Addams Family (Fernsehserie, Folge 1x21)
- 1965: Dr. Kildare (Fernsehserie, 2 Folgen)
- 1966: The Pruitts of Southampton (Fernsehserie, 2 Folgen)
- 1967: Bullwhip Griffin oder Goldrausch in Kalifornien (The Adventures of Bullwhip Griffin)
- 1967: Good Times
- 1967: Kaltblütig (In Cold Blood)
- 1968: Ihr Auftritt, Al Mundy (It Takes a Thief, Fernsehserie, 2 Folgen)
- 1971: Der barfüßige Generaldirektor (The Barefoot Executive)
- 1974: Drei Mädchen und drei Jungen (The Brady Bunch, Fernsehserie, Folge 5x16)
- 1976: Die Zwei mit dem Dreh (Switch, Fernsehserie, Folge 1x23)
- 1976: Für Gesetz und Ordnung (Law and Order, Fernsehfilm)
- 1976: Der Fall Gary Powers (Francis Gary Powers: Story of the U-2 Spy Incident, Fernsehfilm)